# Соґвіпхо
Соґвіпхо (кор. 서귀포시, Seogwipo-si, кор. вимова: [sʌ.ɡwi.pʰo]) — місто-курорт на крайньому півдні Республіки Корея. У 2006 році його межі були розширені і тепер охоплюють всю південну половину острова. Місто має кілька геопарків, що внесенні до глобальної мережі геопарків ЮНЕСКО.

## Історія

### Раня історія
З 1 ст. до н. е. до 7 ст. н. е. Соґвіпхо входив до Тхамна, королівства, що існувало на території Чеджу і займалося торгівлею із країнами на корейському півострові та Китаєм. у 1105 році Тхамна стала частиною Корьо, а в 1300 році до складу перфектури Тхамна входили села Хонро, сучасне місто Соґвіпхо, і Єрє, сучасний Чунмун. Після встановлення Чосонської династії, було проведена поділ теритирії в 1416 році, за яким було сформовано дві перфектури: Чоний, до якой відійшов Хонро, та Теджон, до якой відійшов Єрє.

### Сучасна історія
Під час колоніальної епохи, у 1914 році префектури Чоний і Теджон були об'єднанні у повіт Чеджу (Чеджу-ґун, 제주군), а двома центрами Соґві стали волость Чоний (Чоний-мьон, 정의면) і Теджон. Але у 1915 році вони були перейменовані на волость У (У-мьон, 우면, дослівно: «права волость») та волость Чва (Чва-мьон, 좌면, дослівно: «ліва волость») відповідно. У 1939 році вони отримали сучасні назви: волость Соґві (Соґві-мьон, 서귀면) та волость Чунмун (Чунмун-мьон, 중문면).
Після визволення з під колоніального панування, у 1946 році було створено провінцію Чеджу, внаслідок чого було утворено повіт Намджеджу (남제주군, дослівно: «Повіт Південний Чеджу»), до якого увійшли Соґві-мьон і Чунмун-мьон. У 1956 році волость Соґві було підвищено до рівня містечка Соґві (Соґві-ип, 서귀읍), а 1 липня 1981 року Соґві-ип було об'єднано з волостю Чунмун і відокремлено від повіту Намджеджу, перетворивши Соґві-ип на місто Соґвіпхо.
1 липня 2006 року набув чинності Спеціальний Закон «Про створення особливої автономної провінції Чеджу та вільного міжнародного міста» (кор. 제주특별자치도 설치 및 국제 자유 도시 조성을 위한 특별법), згідно з яким було утворено «Особливу автономну провінції Чеджу» та Соґвіпхо об'єднали із повітом Намджеджу.

## Географія
Місто займає південну половину острова Чеджу. На його території розташовано кілька геопарків, що потрапили до глобальної мережі геопарків ЮНЕСКО, серед них такі як: Халласан, Сонсан-Ільчульбон, водоспад Чхонджійон, скам'янілості молюсків у формації Соґвіпхо, скеля Чусанджоллі, Санбансан та узбережжя Йонморі.

### Клімат
Місто знаходиться у зоні, котра характеризується вологим субтропічним кліматом.
| Клімат Чонбан-до, Соґвіпхо (нормальні значення за 1991-2020, абсолютні значення за 1961-наш час) | Клімат Чонбан-до, Соґвіпхо (нормальні значення за 1991-2020, абсолютні значення за 1961-наш час) | Клімат Чонбан-до, Соґвіпхо (нормальні значення за 1991-2020, абсолютні значення за 1961-наш час) | Клімат Чонбан-до, Соґвіпхо (нормальні значення за 1991-2020, абсолютні значення за 1961-наш час) | Клімат Чонбан-до, Соґвіпхо (нормальні значення за 1991-2020, абсолютні значення за 1961-наш час) | Клімат Чонбан-до, Соґвіпхо (нормальні значення за 1991-2020, абсолютні значення за 1961-наш час) | Клімат Чонбан-до, Соґвіпхо (нормальні значення за 1991-2020, абсолютні значення за 1961-наш час) | Клімат Чонбан-до, Соґвіпхо (нормальні значення за 1991-2020, абсолютні значення за 1961-наш час) | Клімат Чонбан-до, Соґвіпхо (нормальні значення за 1991-2020, абсолютні значення за 1961-наш час) | Клімат Чонбан-до, Соґвіпхо (нормальні значення за 1991-2020, абсолютні значення за 1961-наш час) | Клімат Чонбан-до, Соґвіпхо (нормальні значення за 1991-2020, абсолютні значення за 1961-наш час) | Клімат Чонбан-до, Соґвіпхо (нормальні значення за 1991-2020, абсолютні значення за 1961-наш час) | Клімат Чонбан-до, Соґвіпхо (нормальні значення за 1991-2020, абсолютні значення за 1961-наш час) | Клімат Чонбан-до, Соґвіпхо (нормальні значення за 1991-2020, абсолютні значення за 1961-наш час) |
| Показник                                                                                         | Січ.                                                                                             | Лют.                                                                                             | Бер.                                                                                             | Квіт.                                                                                            | Трав.                                                                                            | Черв.                                                                                            | Лип.                                                                                             | Серп.                                                                                            | Вер.                                                                                             | Жовт.                                                                                            | Лист.                                                                                            | Груд.                                                                                            | Рік                                                                                              |
| Абсолютний максимум, °C                                                                          | 20,7                                                                                             | 23,6                                                                                             | 23,8                                                                                             | 28,5                                                                                             | 30,4                                                                                             | 31,5                                                                                             | 35,8                                                                                             | 35,9                                                                                             | 34,8                                                                                             | 30,9                                                                                             | 28,0                                                                                             | 21,9                                                                                             | 35,9                                                                                             |
| Середній максимум, °C                                                                            | 10,8                                                                                             | 11,8                                                                                             | 14,7                                                                                             | 18,6                                                                                             | 22,3                                                                                             | 24,7                                                                                             | 28,3                                                                                             | 30,1                                                                                             | 27,4                                                                                             | 23,5                                                                                             | 18,4                                                                                             | 13,1                                                                                             | 20,3                                                                                             |
| Середня температура, °C                                                                          | 7,2                                                                                              | 8,2                                                                                              | 11,0                                                                                             | 15,0                                                                                             | 18,8                                                                                             | 21,8                                                                                             | 25,7                                                                                             | 27,2                                                                                             | 24,1                                                                                             | 19,6                                                                                             | 14,6                                                                                             | 9,4                                                                                              | 16,9                                                                                             |
| Середній мінімум, °C                                                                             | 4,1                                                                                              | 4,8                                                                                              | 7,5                                                                                              | 11,6                                                                                             | 15,8                                                                                             | 19,5                                                                                             | 23,8                                                                                             | 24,9                                                                                             | 21,5                                                                                             | 16,4                                                                                             | 11,2                                                                                             | 6,2                                                                                              | 13,9                                                                                             |
| Абсолютний мінімум, °C                                                                           | −6,4                                                                                             | −6,3                                                                                             | −4,4                                                                                             | 0,2                                                                                              | 7,2                                                                                              | 11,9                                                                                             | 14,8                                                                                             | 16,8                                                                                             | 12,2                                                                                             | 6,8                                                                                              | 0,0                                                                                              | −4,1                                                                                             | −6,4                                                                                             |
| Середня кількість сонячних годин на місяць                                                       | 153,5                                                                                            | 157,4                                                                                            | 185,8                                                                                            | 196,5                                                                                            | 203,5                                                                                            | 136,3                                                                                            | 144,8                                                                                            | 187,7                                                                                            | 174,7                                                                                            | 208,8                                                                                            | 166,8                                                                                            | 158,8                                                                                            | 2074,6                                                                                           |
| Норма опадів, мм                                                                                 | 60.7                                                                                             | 77.9                                                                                             | 130.3                                                                                            | 187.0                                                                                            | 223.6                                                                                            | 267.6                                                                                            | 275.8                                                                                            | 315.7                                                                                            | 208.8                                                                                            | 100.4                                                                                            | 86.2                                                                                             | 55.6                                                                                             | 1989.6                                                                                           |
| Днів з опадами                                                                                   | 9,8                                                                                              | 9,6                                                                                              | 10,5                                                                                             | 10,1                                                                                             | 10,7                                                                                             | 12,8                                                                                             | 13,8                                                                                             | 14,3                                                                                             | 10,9                                                                                             | 5,8                                                                                              | 8,1                                                                                              | 8,9                                                                                              | 125,3                                                                                            |
| Днів зі снігом                                                                                   | 3,8                                                                                              | 2,4                                                                                              | 0,8                                                                                              | 0,0                                                                                              | 0,0                                                                                              | 0,0                                                                                              | 0,0                                                                                              | 0,0                                                                                              | 0,0                                                                                              | 0,0                                                                                              | 0,1                                                                                              | 3,1                                                                                              | 10,2                                                                                             |
| Вологість повітря, %                                                                             | 63.0                                                                                             | 62.5                                                                                             | 62.4                                                                                             | 65.2                                                                                             | 70.6                                                                                             | 80.7                                                                                             | 86.1                                                                                             | 80.9                                                                                             | 73.6                                                                                             | 64.8                                                                                             | 64.7                                                                                             | 63.2                                                                                             | 69.8                                                                                             |
| ------------------------------------------------------------------------------------------------ | ------------------------------------------------------------------------------------------------ | ------------------------------------------------------------------------------------------------ | ------------------------------------------------------------------------------------------------ | ------------------------------------------------------------------------------------------------ | ------------------------------------------------------------------------------------------------ | ------------------------------------------------------------------------------------------------ | ------------------------------------------------------------------------------------------------ | ------------------------------------------------------------------------------------------------ | ------------------------------------------------------------------------------------------------ | ------------------------------------------------------------------------------------------------ | ------------------------------------------------------------------------------------------------ | ------------------------------------------------------------------------------------------------ | ------------------------------------------------------------------------------------------------ |
| Джерело: Метеорологічне управління Кореї:                                                        |                                                                                                  |                                                                                                  |                                                                                                  |                                                                                                  |                                                                                                  |                                                                                                  |                                                                                                  |                                                                                                  |                                                                                                  |                                                                                                  |                                                                                                  |                                                                                                  |                                                                                                  |

| Клімат Сонсан-ип, Соґвіпхо (нормальні значення за 1991-2020, абсолютні значення за 1971-наш час) | Клімат Сонсан-ип, Соґвіпхо (нормальні значення за 1991-2020, абсолютні значення за 1971-наш час) | Клімат Сонсан-ип, Соґвіпхо (нормальні значення за 1991-2020, абсолютні значення за 1971-наш час) | Клімат Сонсан-ип, Соґвіпхо (нормальні значення за 1991-2020, абсолютні значення за 1971-наш час) | Клімат Сонсан-ип, Соґвіпхо (нормальні значення за 1991-2020, абсолютні значення за 1971-наш час) | Клімат Сонсан-ип, Соґвіпхо (нормальні значення за 1991-2020, абсолютні значення за 1971-наш час) | Клімат Сонсан-ип, Соґвіпхо (нормальні значення за 1991-2020, абсолютні значення за 1971-наш час) | Клімат Сонсан-ип, Соґвіпхо (нормальні значення за 1991-2020, абсолютні значення за 1971-наш час) | Клімат Сонсан-ип, Соґвіпхо (нормальні значення за 1991-2020, абсолютні значення за 1971-наш час) | Клімат Сонсан-ип, Соґвіпхо (нормальні значення за 1991-2020, абсолютні значення за 1971-наш час) | Клімат Сонсан-ип, Соґвіпхо (нормальні значення за 1991-2020, абсолютні значення за 1971-наш час) | Клімат Сонсан-ип, Соґвіпхо (нормальні значення за 1991-2020, абсолютні значення за 1971-наш час) | Клімат Сонсан-ип, Соґвіпхо (нормальні значення за 1991-2020, абсолютні значення за 1971-наш час) | Клімат Сонсан-ип, Соґвіпхо (нормальні значення за 1991-2020, абсолютні значення за 1971-наш час) |
| Показник                                                                                         | Січ.                                                                                             | Лют.                                                                                             | Бер.                                                                                             | Квіт.                                                                                            | Трав.                                                                                            | Черв.                                                                                            | Лип.                                                                                             | Серп.                                                                                            | Вер.                                                                                             | Жовт.                                                                                            | Лист.                                                                                            | Груд.                                                                                            | Рік                                                                                              |
| Абсолютний максимум, °C                                                                          | 20,9                                                                                             | 22,3                                                                                             | 22,7                                                                                             | 28,1                                                                                             | 30,6                                                                                             | 31,8                                                                                             | 36,2                                                                                             | 35,5                                                                                             | 33,3                                                                                             | 30,1                                                                                             | 25,7                                                                                             | 22,1                                                                                             | 36,2                                                                                             |
| Середній максимум, °C                                                                            | 8,9                                                                                              | 10,1                                                                                             | 13,6                                                                                             | 18,0                                                                                             | 21,9                                                                                             | 24,2                                                                                             | 28,1                                                                                             | 29,7                                                                                             | 26,5                                                                                             | 22,0                                                                                             | 16,7                                                                                             | 11,2                                                                                             | 19,2                                                                                             |
| Середня температура, °C                                                                          | 5,4                                                                                              | 6,3                                                                                              | 9,5                                                                                              | 13,8                                                                                             | 17,7                                                                                             | 20,9                                                                                             | 25,1                                                                                             | 26,5                                                                                             | 23,2                                                                                             | 18,2                                                                                             | 12,7                                                                                             | 7,5                                                                                              | 15,6                                                                                             |
| Середній мінімум, °C                                                                             | 2,1                                                                                              | 2,5                                                                                              | 5,2                                                                                              | 9,4                                                                                              | 13,7                                                                                             | 17,9                                                                                             | 22,6                                                                                             | 23,9                                                                                             | 20,2                                                                                             | 14,5                                                                                             | 8,8                                                                                              | 3,9                                                                                              | 12,1                                                                                             |
| Абсолютний мінімум, °C                                                                           | −7                                                                                               | −6,4                                                                                             | −4,7                                                                                             | −1,3                                                                                             | 1,7                                                                                              | 8,2                                                                                              | 13,7                                                                                             | 16,2                                                                                             | 10,4                                                                                             | 3,2                                                                                              | −0,6                                                                                             | −4                                                                                               | −7                                                                                               |
| Середня кількість сонячних годин на місяць                                                       | 128,6                                                                                            | 145,5                                                                                            | 181,5                                                                                            | 198,0                                                                                            | 208,7                                                                                            | 141,1                                                                                            | 160,3                                                                                            | 192,6                                                                                            | 167,2                                                                                            | 192,0                                                                                            | 156,7                                                                                            | 134,7                                                                                            | 2006,9                                                                                           |
| Норма опадів, мм                                                                                 | 77.5                                                                                             | 83.2                                                                                             | 139.4                                                                                            | 161.3                                                                                            | 178.0                                                                                            | 231.9                                                                                            | 271.3                                                                                            | 343.2                                                                                            | 248.6                                                                                            | 114.0                                                                                            | 102.8                                                                                            | 78.8                                                                                             | 2030.0                                                                                           |
| Днів з опадами                                                                                   | 11,0                                                                                             | 9,8                                                                                              | 10,4                                                                                             | 9,4                                                                                              | 9,8                                                                                              | 12,8                                                                                             | 12,7                                                                                             | 13,3                                                                                             | 10,8                                                                                             | 6,3                                                                                              | 9,0                                                                                              | 10,1                                                                                             | 125,4                                                                                            |
| Днів зі снігом                                                                                   | 6,1                                                                                              | 3,7                                                                                              | 0,7                                                                                              | 0,1                                                                                              | 0,0                                                                                              | 0,0                                                                                              | 0,0                                                                                              | 0,0                                                                                              | 0,0                                                                                              | 0,0                                                                                              | 0,2                                                                                              | 3,8                                                                                              | 14,6                                                                                             |
| Вологість повітря, %                                                                             | 67.4                                                                                             | 65.5                                                                                             | 65.4                                                                                             | 67.4                                                                                             | 72.2                                                                                             | 82.6                                                                                             | 85.6                                                                                             | 81.5                                                                                             | 76.3                                                                                             | 69.4                                                                                             | 68.7                                                                                             | 67.7                                                                                             | 72.5                                                                                             |
| ------------------------------------------------------------------------------------------------ | ------------------------------------------------------------------------------------------------ | ------------------------------------------------------------------------------------------------ | ------------------------------------------------------------------------------------------------ | ------------------------------------------------------------------------------------------------ | ------------------------------------------------------------------------------------------------ | ------------------------------------------------------------------------------------------------ | ------------------------------------------------------------------------------------------------ | ------------------------------------------------------------------------------------------------ | ------------------------------------------------------------------------------------------------ | ------------------------------------------------------------------------------------------------ | ------------------------------------------------------------------------------------------------ | ------------------------------------------------------------------------------------------------ | ------------------------------------------------------------------------------------------------ |
| Джерело: Метеорологічне управління Кореї (кільксть днів зі снігом за період 1981—2010):          |                                                                                                  |                                                                                                  |                                                                                                  |                                                                                                  |                                                                                                  |                                                                                                  |                                                                                                  |                                                                                                  |                                                                                                  |                                                                                                  |                                                                                                  |                                                                                                  |                                                                                                  |

## Міста-побратими
- Кінокава, Вакаяма (з 12 листопада 1987)[12]
- Карацу, Саґа (з 4 квітня 1994)[12]
- Сінчен, Ляонін (з 12 листопада 1996)[12]
- Касіма, Ібаракі (з 26 листопада 2003)[12]
- Салінас, Каліфорнія (з 2018)